# تل توینی
تل توینی (به عربی: تل توینی) یک محوطه باستانی و روستا در سوریه است که در شام واقع شده‌است.